# Список актёров и персонажей телесериала «Месть»
«Месть» (англ. Revenge, также известен как «Реванш») — американский драматический телесериал, созданный Майком Келли, с Мэделин Стоу и Эмили Ванкэмп в главных ролях. Премьера сериала состоялась 21 сентября 2011 года на телеканале ABC и в настоящее время в эфире второй сезон. В основе сюжета лежит свободная интерпретация романа Александра Дюма «Граф Монте-Кристо».
В центре сюжета находится богатое семейство Грейсонов, живущих в Хамптонсе, на Лонг-Айленде, Нью-Йорк. Много лет назад Конрад и Виктория Грейсон подставили своего друга, Дэвида Кларка, свалив на него ответственность в организации террористического акта, повлёкшего массовые смерти. Дэвид был осужден и умер в тюрьме. Спустя годы, его дочь, Аманда Кларк, возвращается в город под именем Эмили Торн, чтобы отомстить ответственным за гибель отца.
Сериал был встречен благосклонно критиками, и достиг успеха в телевизионных рейтингах. 13 октября 2011 года, после выхода в эфир четырёх серий, ABC продлил шоу на полный сезон, состоящий из 22 эпизодов. Особую похвалу от критиков получила Мэделин Стоу, которая также была номинирована на премию «Золотой глобус» в категории «Лучшая актриса драматического сериала» за роль Виктории Грейсон. В России первый сезон под оригинальным названием транслировался на кабельном канале Fox Life, а после под названием «Реванш» на эфирном канале «Домашний». В общей сложности сериал транслируется в более пятидесяти странах мира. 10 мая 2012 года ABC продлил сериал на второй сезон, премьера которого состоялась 30 сентября.
Ниже приведен список актеров и персонажей телесериала «Месть».

## Актёрский состав
| Р | Регулярно     |
| П | Повторяющееся |
| Г | Гостевое      |
| — | Не появляется |

### Основной состав
| Мэделин Стоу    | Виктория Грейсон | Р | Р | Р | Р |
| Эмили Ванкэмп   | Эмили Торн       | Р | Р | Р | Р |
| Габриэль Манн   | Нолан Росс       | Р | Р | Р | Р |
| Генри Черни     | Конрад Грейсон   | Р | Р | Р | П |
| Эшли Мадекве    | Эшли Дэвенпорт   | Р | Р | Г | — |
| Ник Векслер     | Джек Портер      | Р | Р | Р | Р |
| Джошуа Боуман   | Дэниэл Грейсон   | Р | Р | Р | Р |
| Коннор Паоло    | Деклан Портер    | Р | Р | — | — |
| Криста Б. Аллен | Шарлотта Грейсон | Р | Р | Р | П |
| Барри Слоан     | Эйдан Матис      | — | Р | Р | — |

### Второстепенный состав
| Эмбер Валетта        | Лидия Дэвис                        | П | — |
| Джеймс Таппер        | Дэвид Кларк                        | П | П |
| Макс Мартини         | Фрэнк Стивенс                      | П | — |
| Робби Амелл          | Адам Коннор                        | П | — |
| Эштон Холмс          | Тайлер Бэролл                      | П | — |
| Маргарита Левиева    | Аманда Кларк / реальная Эмили Торн | П | П |
| Си Си Эйч Паундер    | Шерон Стайлз                       | Г | — |
| Джеймс Маккеффри     | Райан Хантли                       | П | — |
| Меррин Данги         | Барбара Сноу                       | Г | — |
| Хироюки Санада       | Сатоси Такэда                      | П | П |
| Эми Ландекер         | Мишель Бэнкс                       | Г | — |
| Уильям Дивейн        | Эдвард Грейсон                     | Г | Г |
| Роджер Барт          | Мейсон Трэдуэлл                    | П | П |
| Джеймс Пьюрфой       | Доминик Райт                       | Г | — |
| Вероника Картрайт    | Судья Элизабет Хоторн              | Г | — |
| Тесс Харпер          | Кэрол Лин Миллер                   | Г | — |
| Джеймс Моррисон      | Гордон Мёрфи (седовласый мужчина)  | П | П |
| Дженнифер Джейсон Ли | Кара Уоллес Кларк                  | — | П |
| Дилшад Вадсария      | Падма Лэхари                       | — | П |
| Майкл Нарделли       | Трей Чандлер                       | — | П |
| Венди Крюсон         | Хелен Кроули                       | — | П |
| Джей Ар Борн         | Кенни                              | — | П |
| Майкл Трукко         | Нэйт                               | — | П |
| Эдриенн Барбо        | Мэрион Харпер                      | — | П |
| Э.Дж. Бонилла        | TBA                                | — | П |
| Жоаким ди Алмейда    | Сальвадор Гроуберт                 | — | Г |
| Дилан Уолш           | Джейсон Проссер                    | — | П |
| Кэри-Хироюки Тагава  | Сатоси Такэда                      | — | П |

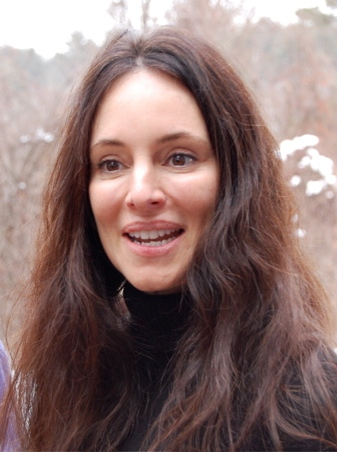
Мэделин Стоу исполнила роль Виктории Грейсон

В начале сериала было девять постоянных персонажей: Виктория Грейсон (Мэделин Стоу) — «Королева Хэмптонса», гламурный и властный матриархат семейства Грейсонов; основной антагонист сериала Эмили Торн (Эмили Ванкэмп); гениальный изобретатель программного обеспечения, миллиардер Нолан Росс (Габриэль Манн), который становится союзником Аманды в её отмщении; умный и успешный хедж-менеджер и генеральный директор компании Grayson Global — Конрад Грейсон (Генри Черни), который подставил Дэвида Кларка; амбициозный организатор мероприятий для Виктории Эшли Дэвенпорт (Эшли Мадекве); избалованный сын Виктории и Конрада Дэниэл Грейсон (Джошуа Боуман), у которого имеются проблемы с алкоголем; друг детства Аманды Джек Портер (Ник Векслер), который до сих пор в неё влюблен, но не узнает её в Эмили; семнадцатилетняя дочь Виктории и Конрада Шарлотт Грейсон (Криста Б. Аллен), встречающаяся с бедным парнем Декланом; и Деклан Портер (Коннор Паоло), брат Джека и друг Шарлотт. Главными героями сериала являются Виктория Грейсон, роль которой сыграла Мэделин Стоу, и Эмили Торн/Аманда Кларк в исполнении Эмили ВанКэмп. Виктория является главной целью мести Аманды.

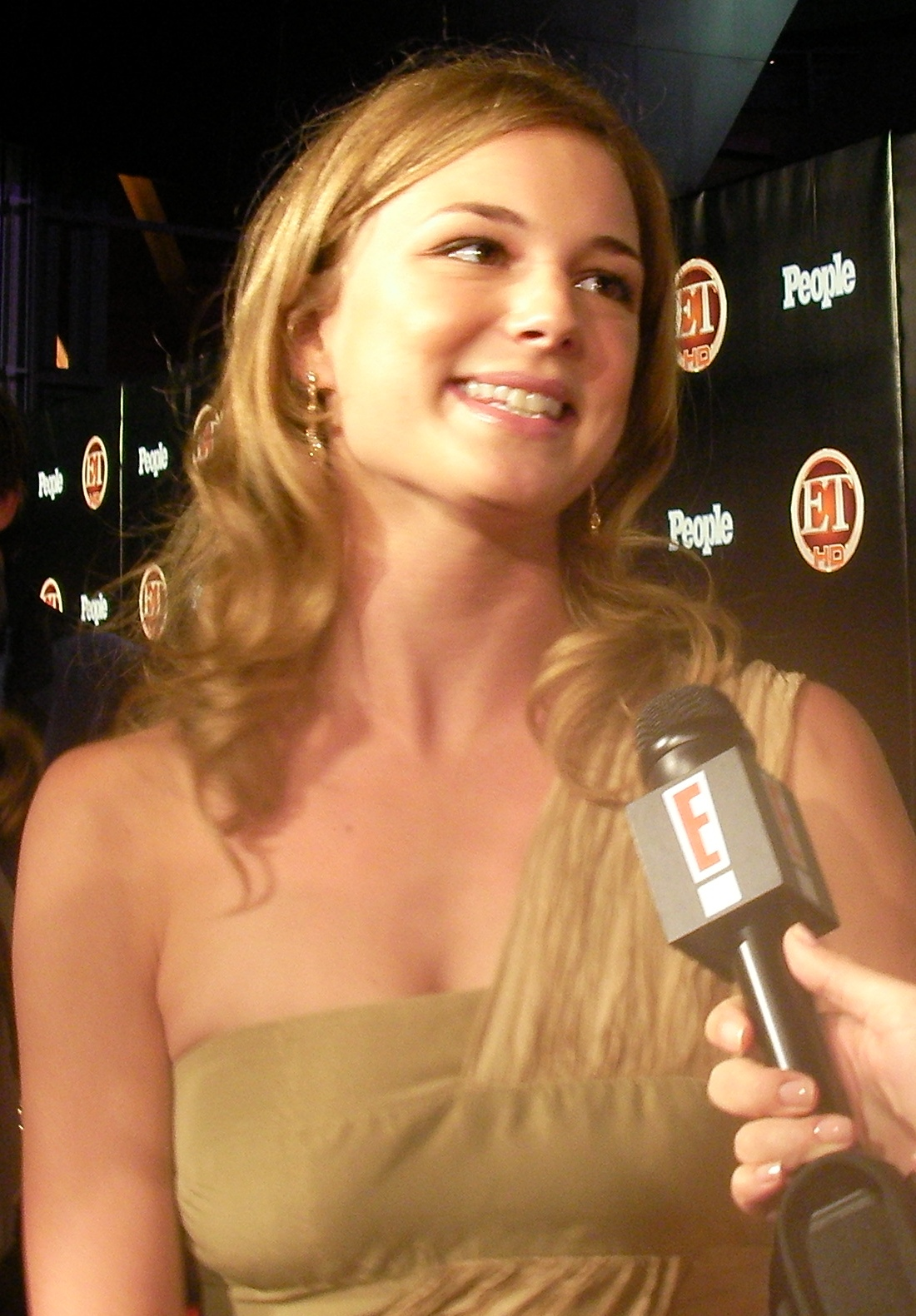
Эмили Ванкэмп исполнила роль Аманды Кларк

В пилотном эпизоде топ-модель, а также актриса Эмбер Валетта, исполнила роль Лидии Дэвис, первой жертвы возмездия Аманды. Хотя первоначально появление актрисы планировалось как гостевое, впоследствии она была повышена до статуса повторяющегося персонажа. Развитие сюжетной линии персонажа Валетты продолжилось в последующих эпизодах. Она была центральным героем в пятом эпизоде под названием Guilt, в котором заняла место центрально антагониста, сначала начав угрожать Эмили раскрытием её секретов, а после и Виктории с Конрадом, заявив, что расскажет всем правду об их причастности к крушению рейса 197. Хотя её планам по раскрытию не суждено было сбыться. Фрэнк Стивенс, влюбленный в Викторию, проникает в квартиру Лидии, и пытается убить её. В ходе драки она падает с крыши дома, но остается жива, однако частично теряет память. Роль покойного отца Аманды — Дэвида, в сценах-флешбеках в пилотном эпизоде первоначально исполнил Марк Блукас, однако позже он был заменен на Джеймса Таппера, из-за того что Блукас получил постоянную роль в телесериале «Необходимая жестокость», а Эмили Элин Линд получила роль Аманды в детские годы.
В июле 2011 года Макс Мартини получил роль Фрэнка Стивенса, бывшего главы службы безопасности Грейсонов. Он был убит реальной Эмили Торн, когда пытался раскопать информацию об Эмили/Аманде. В начале августа Робби Амелл был утвержден на роль Адама Коннора, богатого бойфренда Шарлотт, который присутствует в первых нескольких эпизодах, и которого она позже бросает ради Деклана Позже Эштон Холмс присоединился к сериалу в роли Тайлера Бэролла, загадочного друга Дэниэля по Гарвардскому университету. Как говорил создатель сериала, на введение в сюжет персонажа его вдохновил фильм «Талантливый мистер Рипли» и в частности персонаж Том Рипли в исполнении Мэтта Дэймона. Хотя сначала Тайлер был представлен как богатый студент Гарварда, позже раскрылась правда о нём — ранее он был гей-проституткой, и обманывал с корыстной целью своих клиентов. У него начинаются сексуальные отношения с Ноланом Россом, а также партнерский союз с Эшли.

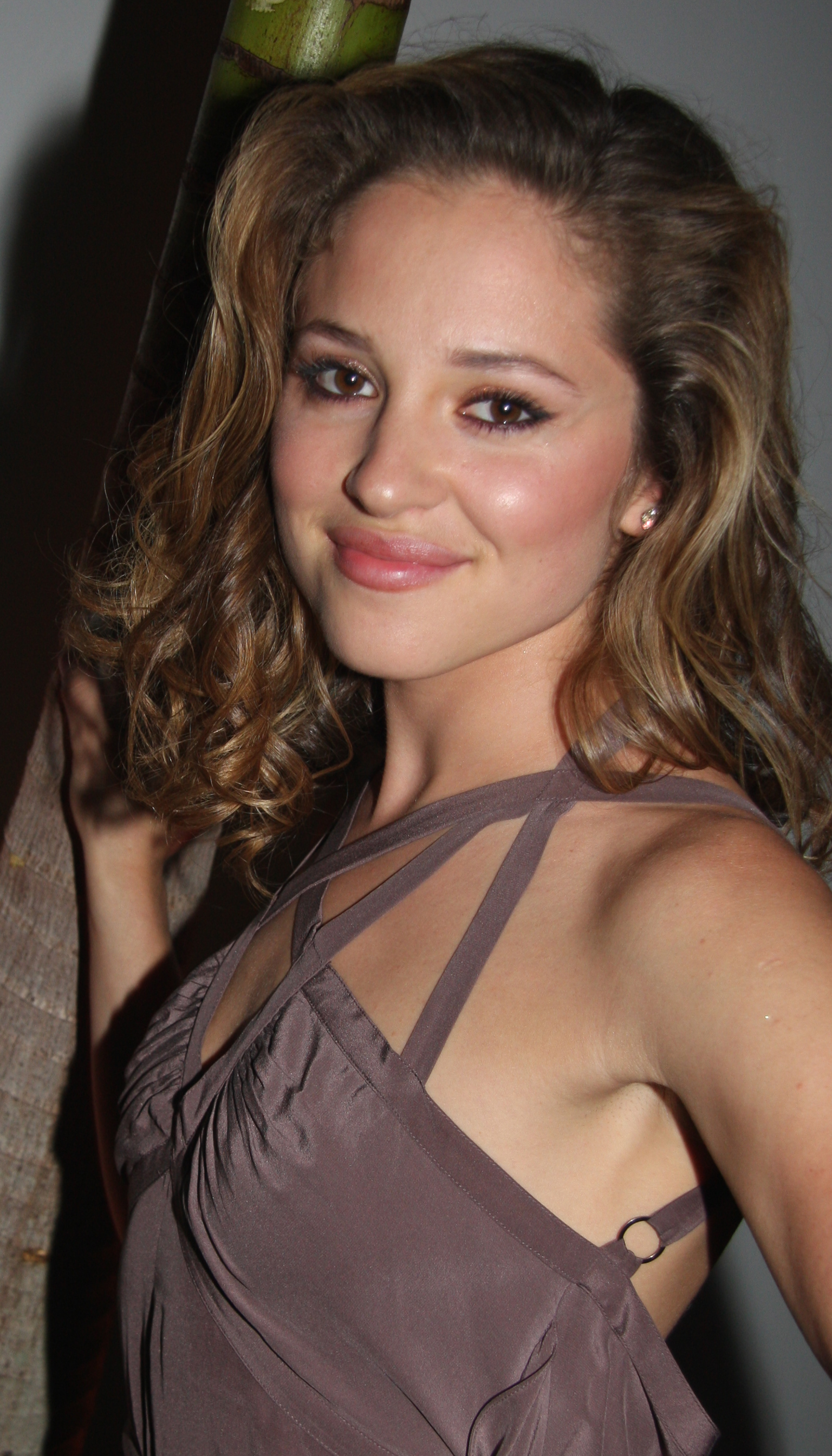
Маргарита Левиева исполнила роль Эмили Торн

В конце сентября было объявлено, что Маргарита Левиева подписала контракт на участие в сериале. Актриса впервые появилась в седьмом эпизоде первого сезона под названием Charade в роли реальной Эмили Торн, которая сменила имя на Аманда Кларк, когда её бывшая соседка по комнате в тюрьме, Аманда, попросила её об этом. В том же эпизоде в сериале впервые появляется Си Си Эйч Паундер в роли начальницы исправительной колонии для несовершеннолетних Шерон Стайлз. Актриса появилась как в сценах-флешбеках, так и в настоящем времени. Героиня Левиевой осталась в сериале и в последующих эпизодах. После того как она убивает Фрэнка, она находит дом Аманды, и просит у неё помощи. Аманда решает отправить Эмили в Париж, и покупает ей билет на самолёт, но та в последний момент решает остаться в городе под именем Аманды Кларк. Она знакомится с Джеком, сначала представившись Карой Коул, которому впоследствии признается, что она — Аманда Кларк, которую он когда то знал.
В конце октября Джеймс Маккеффри был утвержден на роль Райана Хантли, адвоката по бракоразводному процессу Лидии с её мужем, который подставил её в суде, обнародовав фото, присланное Амандой, на котором были запечатлены Лидия с Конрадом. Маккеффри впервые появился в десятом эпизоде, где его персонаж предлагает свои адвокатские услуги Виктории, которая разводится с Конрадом, и был выведен из сериала в тринадцатом. Меррин Данги исполнила роль Барбары Сноу, адвоката Конрада в бракоразводном процессе с Викторией. Между тем, японский актёр Хироюки Санада исполнил роль Сатоси Такеды, миллиардера, и наставника Аманды в нескольких эпизодах, который по её просьбе инвестировал пятьдесят миллионов в компанию Grayson Global. В середине декабря было объявлено, что Уильям Дивейн появится в сериале в роли Эдварда Грейсона, властного отца Конрада, который приезжает, чтобы препятствовать разводу сына с Викторией. Дивейн впервые появился в четырнадцатом эпизоде. Лауреат премии «Тони», Роджер Барт, был приглашенной звездой в двенадцатом эпизоде первого сезона, а после ещё дважды появился в сериале. В конце января было объявлено, что Джеймс Пьюрфой сыграет роль потенциального любовного интереса Виктории, после того как она разведется с Конрадом. Пьюрфой впервые появился в семнадцатом эпизоде первого сезона. Между тем Вероника Картрайт сыграла судью Элизабет Хоторн, а Тесс Харпер появилась в образе Кэрол Лин Миллер, бывшего секретаря Дэвида и тети Нолана.
Во втором сезоне в сериал планируется ввести несколько значимых для сюжета персонажей. Первой из них является таинственная мать Эмили, роль которой будет играть Дженнифер Джейсон Ли. Также появятся мать Виктории и бывшая жена и дети Конрада. Венди Крюсон сыграет роль Хелен, бизнес-магната которая перейдет дорогу Конраду, а Барри Слоун получил роль загадочного друга Эмили.